# マービン・ミラー
マービン・ミラー（Marvin Julian Miller, 1917年4月14日 - 2012年11月27日）は、メジャーリーグベースボール選手会（MLBPA）の第3代選手会長（1966年-1982年）。メジャーリーグ選手会会長として選手会を「世界最強の労働組合」と評されるまでに地位を押し上げたことで知られる。死後の2020年にアメリカ野球殿堂に表彰された。

## 経歴
選手会会長として球界入りする前は、全米自動車労組、全米鉄鋼労連などの労働組合のエコノミストとして活動し、労使交渉などの経験を積んでいた。ハーバード大学の教授職のオファーを受けていたが、同時期オファーを受けたMLBPAの選手会長職のほうを選択したのだった。
1966年にメジャーリーグ選手会長に就任後は、選手会をオーナー側と対等の地位にまで向上させるべく活動した。メジャーリーグには1世紀にもわたる「保留事項」が存在し、これがオーナーに対する選手側の立場の弱さの理由になると選手会側が考えていたのだった。
1969年オフから勃発したカート・フラッド事件ではフラッドに訴訟費用の負担を約束し、全面協力。フラッドはMLB機構とMLBコミッショナーのボウイ・キューンを提訴し、全面対決。最高裁までもつれこんだ裁判は敗訴に終わったが、保留条項に一石を投じた。
選手協会とオーナー側とのはじめての協約を結んだほか、最低年俸の増額、養老年金の充実、年俸調停制度の創設、そして、1976年オフのフリーエージェント制度の導入などの成果を挙げたのだった。
当然のことながらオーナー側には嫌われていき、オーナー側も対抗して「タカ派」的な企業よりの労働活動家を雇って労使交渉に当たらせるなどの対抗措置を取ったこともあった。また、労使協約を巡る選手会とオーナー側の交渉は、ミラーの活動中から以後ストライキやロックアウトを伴うようになり、時として「百万長者と億万長者の喧嘩」と揶揄されるようになっていった。
2012年11月27日、95歳で死去した。
2020年、ベテランズ委員会の選出でアメリカ野球殿堂入りを果たした。